# 井上準之助
井上准之助（日语：／，1869年5月6日—1932年2月9日），是一位日本大正、昭和时期的实业家和政治家，毕业于东京帝国大学。他亦是日本银行第9、11任行长，曾陆续在山本内阁、滨口内阁以及若槻内阁中担任大藏大臣。

## 生平
井上在1869年出生于大分县。1897年，井上与土方久徴一起进入日本银行实习，不久他们两个就都被银行派去英国学习伦敦的银行业务知识。从1913年到1919年，井上担任横滨正金银行行长，他于1919年至1923年以及1927年至1928年这两段时期担任日本银行行长；其后还在立宪民政党组建的两届政党内阁中担任大藏大臣，在1929年滨口雄幸内阁的藏相任内井上为解决经济危机所带来的不景气推出了金解禁政策，但由于成效不佳及社会各阶层的抵制宣告失败。1931年底随同若槻内阁总辞而下野。
1932年，井上在血盟团事件中遭到极右翼分子暗杀，他是遇害的两位著名政要之一（另一人为三井财阀首领团琢磨）。